# 博隅
博隅（藏語：སྦས་ཡུལ，威利转写：sbas-yul，Beyul）又译别隅、白隅、贝域或巴域等，即“秘境”、“秘境胜地”之意，是藏传佛教宁玛派所相信的数个隐秘谷地，为莲花生大士隐居修行的秘境，也是他选定的地方，分散在喜马拉雅地区，是躲避人世间劫难的世外桃源，在这些仙境里，有糌粑山、牛奶湖、绸缎与氆氇的森林，生活没有灾难和痛苦。
藏文佛典中有“博隅白马岗”（藏語：སྦས་ཡུལ་པད་མ་སྒང，威利转写：sbas yul pad ma sgang），即“莲花秘境”之意，后来成为了墨脱、波密的别称。门隅地区也被称为“别隅吉莫炯”（藏語：སྦས་ཡུལ་སྐིད་མོ་ལྗོངས，威利转写：sbas yul skyid mo ljongs，隐秘乐土），另译作“博隅吉莫郡”、“白隅吉姆那”等。